# Park City (Montana)
Park City is een plaats (census-designated place) in de Amerikaanse staat Montana, en valt bestuurlijk gezien onder Stillwater County.

## Demografie
Bij de volkstelling in 2000 werd het aantal inwoners vastgesteld op 870.

## Geografie
Volgens het United States Census Bureau beslaat de plaats een oppervlakte van
2,7 km², geheel bestaande uit land. Park City ligt op ongeveer 1036 m boven zeeniveau.

## Plaatsen in de nabije omgeving
De onderstaande figuur toont nabijgelegen plaatsen in een straal van 36 km rond Park City.